# Serie A 1983-1984 (rugby a 15)
La serie A 1983-84 fu il 54º campionato nazionale italiano di rugby a 15 di prima divisione.
Si tenne dal 25 settembre 1983 al 27 maggio 1984 tra 16 squadre con la stessa formula introdotta nella stagione precedente: due gironi in prima fase da 8 squadre ciascuno, le prime quattro di ciascuno dei quali destinate alla seconda fase per lo scudetto, e le ultime quattro a quella per la salvezza.
Il Petrarca, allenato da Lucio Boccaletto che già nel 1976-77 aveva contribuito da giocatore — nello spareggio contro Rovigo — alla conquista del sesto scudetto dei padovani, riuscì a cucirsi sulle maglie lo scudetto per l'ottava volta; a retrocedere in serie B furono Calvisano, Frascati, Noceto e CUS Firenze, quest'ultima appena promossa; da segnalare anche la prima stagione in serie A del Mogliano.

## Squadre partecipanti e sponsor
- Amatori Catania
- L’Aquila (Scavolini)
- Benetton
- Brescia (Cidneo)
- Calvisano (Lattespondi)
- CUS Firenze (Carnicelli)
- Frascati (Romana Dolciaria)
- Lyons (RDB)

- Rugby Milano (MAA Assicurazioni)
- Mogliano (Fido)
- Noceto (Ceci)
- Parma
- Petrarca
- Rugby Roma (Young Club)
- Rovigo (Sanson)
- San Donà (Fracasso)

## Formula
Come nella stagione precedente, le 16 squadre furono ripartite in due gironi paritetici da 8 squadre ciascuno che si affrontarono a girone all'italiana; le prime quattro squadre di ogni girone accedettero alla poule scudetto della seconda fase, mentre le ultime quattro alla poule salvezza, anch'esse a girone all'italiana.
La vincitrice della poule scudetto fu campione d'Italia, le ultime quattro della poule salvezza scesero in serie B.

## Prima fase

### Girone A
|       | 1ª/8ª giornata                |       |
| ----- | ----------------------------- | ----- |
| 42-0  | Amatori Catania - CUS Firenze | 7-6   |
| 18-25 | San Donà - Frascati           | 18-12 |
| 9-15  | Milano - Benetton Treviso     | 10-14 |
| 6-3   | Lyons - Calvisano             | 13-16 |
|       |                               |       |

|       | 4ª/11ª giornata                |       |
| ----- | ------------------------------ | ----- |
| 9-8   | Amatori Catania - Milano       | 22-7  |
| 13-16 | CUS Firenze - Benetton Treviso | 3-34  |
| 20-6  | San Donà - Lyons               | 16-17 |
| 3-7   | Frascati - Calvisano           | 0-20  |
|       |                                |       |

|       | 7ª/14ª giornata                    |       |
| ----- | ---------------------------------- | ----- |
| 6-7   | Amatori Catania - Benetton Treviso | 0-58  |
| 13-3  | San Donà - Calvisano               | 13-7  |
| 34-9  | Frascati - CUS Firenze             | 0-22  |
| 23-10 | Lyons - Milano                     | 27-10 |

|       | 2ª/9ª giornata             |       |
| ----- | -------------------------- | ----- |
| 44-12 | Benetton Treviso - Lyons   | 39-4  |
| 8-18  | Calvisano - Milano         | 12-9  |
| 6-9   | CUS Firenze - San Donà     | 0-59  |
| 12-17 | Frascati - Amatori Catania | 13-18 |
|       |                            |       |

|       | 5ª/12ª giornata             |      |
| ----- | --------------------------- | ---- |
| 16-22 | Benetton Treviso - San Donà | 7-15 |
| 23-21 | Calvisano - CUS Firenze     | 9-0  |
| 16-7  | Frascati - Milano           | 3-3  |
| 9-3   | Lyons - Amatori Catania     | 6-50 |

|       | 3ª/10ª giornata              |       |
| ----- | ---------------------------- | ----- |
| 7-27  | Calvisano - Benetton Treviso | 6-18  |
| 18-13 | San Donà - Amatori Catania   | 3-0   |
| 6-15  | Milano - CUS Firenze         | 23-3  |
| 15-3  | Lyons - Frascati             | 10-28 |
|       |                              |       |

|       | 6ª/13ª giornata             |      |
| ----- | --------------------------- | ---- |
| 9-0   | Amatori Catania - Calvisano | 0-7  |
| 29-6  | Benetton Treviso - Frascati | 21-9 |
| 6-15  | CUS Firenze - Lyons         | 6-13 |
| 25-19 | Milano - San Donà           | 3-20 |

#### Classifica girone A
|  |    | Squadra         | G  | V  | N | P  | PF  | PS  | Pt |
|  | -- | --------------- | -- | -- | - | -- | --- | --- | -- |
|  | 1. | Benetton        | 14 | 12 | 0 | 2  | 355 | 122 | 26 |
|  | 2. | San Donà        | 14 | 11 | 0 | 3  | 263 | 140 | 22 |
|  | 3. | Amatori Catania | 14 | 8  | 0 | 6  | 196 | 154 | 16 |
|  | 4. | Lyons           | 14 | 8  | 0 | 6  | 176 | 254 | 16 |
|  | 5. | Calvisano       | 14 | 7  | 0 | 7  | 128 | 150 | 14 |
|  | 6. | Frascati        | 14 | 4  | 1 | 9  | 164 | 214 | 9  |
|  | 7. | Rugby Milano    | 14 | 3  | 1 | 10 | 148 | 206 | 7  |
|  | 8. | CUS Firenze     | 14 | 2  | 0 | 12 | 110 | 290 | 4  |

### Girone B
|       | 1ª/8ª giornata      |       |
| ----- | ------------------- | ----- |
| 9-22  | Brescia - L'Aquila  | 16-9  |
| 24-16 | Noceto - Mogliano   | 17-15 |
| 36-15 | Petrarca - Parma    | 15-18 |
| 12-19 | Rugby Roma - Rovigo | 6-6   |
|       |                     |       |

|       | 4ª/11ª giornata      |       |
| ----- | -------------------- | ----- |
| 3-3   | Brescia - Rugby Roma | 17-12 |
| 19-3  | Parma - Mogliano     | 23-17 |
| 55-12 | Petrarca - Noceto    | 40-4  |
| 22-10 | L'Aquila - Rovigo    | 7-12  |
|       |                      |       |

|       | 7ª/14ª giornata     |       |
| ----- | ------------------- | ----- |
| 18-19 | Brescia - Parma     | 0-34  |
| 21-9  | Noceto - Rugby Roma | 4-39  |
| 9-6   | Petrarca - Rovigo   | 6-12  |
| 28-3  | L'Aquila - Mogliano | 12-10 |

|       | 2ª/9ª giornata        |      |
| ----- | --------------------- | ---- |
| 6-23  | Mogliano - Petrarca   | 0-46 |
| 26-13 | Parma - Noceto        | 14-6 |
| 36-3  | L'Aquila - Rugby Roma | 7-3  |
| 15-6  | Rovigo - Brescia      | 9-13 |
|       |                       |      |

|       | 5ª/12ª giornata       |       |
| ----- | --------------------- | ----- |
| 14-16 | Mogliano - Rugby Roma | 18-12 |
| 11-16 | Noceto - Brescia      | 0-42  |
| 16-7  | Rovigo - Parma        | 12-13 |
| 10-12 | L'Aquila - Petrarca   | 19-20 |

|      | 3ª/10ª giornata    |      |
| ---- | ------------------ | ---- |
| 3-23 | Mogliano - Rovigo  | 3-34 |
| 9-20 | Noceto - L'Aquila  | 6-43 |
| 22-3 | Petrarca - Brescia | 28-0 |
| 7-6  | Rugby Roma - Parma | 3-39 |
|      |                    |      |

|       | 6ª/13ª giornata       |       |
| ----- | --------------------- | ----- |
| 43-9  | Brescia - Mogliano    | 16-18 |
| 3-18  | Parma - L'Aquila      | 6-16  |
| 46-22 | Rovigo - Noceto       | 13-12 |
| 19-12 | Rugby Roma - Petrarca | 9-22  |

#### Classifica girone B
|  |    | Squadra    | G  | V  | N | P  | PF  | PS  | Pt |
|  | -- | ---------- | -- | -- | - | -- | --- | --- | -- |
|  | 1. | Petrarca   | 14 | 11 | 0 | 3  | 346 | 133 | 22 |
|  | 2. | L’Aquila   | 14 | 11 | 0 | 3  | 346 | 133 | 22 |
|  | 3. | Rovigo     | 14 | 9  | 1 | 4  | 233 | 141 | 19 |
|  | 4. | Parma      | 14 | 9  | 0 | 5  | 242 | 184 | 18 |
|  | 5. | Brescia    | 14 | 5  | 1 | 8  | 202 | 231 | 11 |
|  | 6. | Rugby Roma | 14 | 4  | 2 | 8  | 153 | 224 | 10 |
|  | 7. | Noceto     | 14 | 3  | 0 | 11 | 161 | 370 | 6  |
|  | 8. | Mogliano   | 14 | 2  | 0 | 12 | 135 | 336 | 4  |

## Seconda fase

### Poule salvezza
|       | 1ª/8ª giornata         |       |
| ----- | ---------------------- | ----- |
| 13-13 | Noceto - Mogliano      | 13-18 |
| 23-7  | Brescia - Frascati     | 12-12 |
| 0-19  | CUS Firenze - Milano   | 6-29  |
| 21-16 | Rugby Roma - Calvisano | 15-22 |
|       |                        |       |

|       | 4ª/11ª giornata      |       |
| ----- | -------------------- | ----- |
| 19-17 | Brescia - Rugby Roma | 18-33 |
| 9-37  | Cus Firenze - Noceto | 24-21 |
| 7-34  | Frascati - Calvisano | 16-19 |
| 3-0   | Milano - Mogliano    | 7-15  |
|       |                      |       |

|       | 7ª/14ª giornata          |      |
| ----- | ------------------------ | ---- |
| 41-0  | Calvisano - Milano       | 3-10 |
| 10-0  | Noceto - Brescia         | 3-52 |
| 12-9  | CUS Firenze - Rugby Roma | 7-77 |
| 32-16 | Frascati - Mogliano      | 9-43 |

|       | 2ª/9ª giornata         |       |
| ----- | ---------------------- | ----- |
| 15-7  | Calvisano - Noceto     | 19-4  |
| 16-9  | Frascati - CUS Firenze | 10-11 |
| 23-14 | Milano - Brescia       | 15-21 |
| 18-9  | Mogliano - Rugby Roma  | 6-32  |
|       |                        |       |

|       | 5ª/12ª giornata        |       |
| ----- | ---------------------- | ----- |
| 18-13 | Calvisano - Brescia    | 11-21 |
| 17-10 | Noceto - Milano        | 6-43  |
| 15-6  | Mogliano - CUS Firenze | 31-12 |
| 9-9   | Rugby Roma - Frascati  | 3-9   |

|       | 3ª/10ª giornata         |       |
| ----- | ----------------------- | ----- |
| 12-13 | Noceto - Frascati       | 19-38 |
| 12-10 | Brescia - Mogliano      | 13-15 |
| 3-0   | CUS Firenze - Calvisano | 0-18  |
| 21-6  | Rugby Roma - Milano     | 15-15 |
|       |                         |       |

|       | 6ª/13ª giornata       |      |
| ----- | --------------------- | ---- |
| 18-13 | Brescia - CUS Firenze | 35-6 |
| 17-10 | Milano - Frascati     | 18-9 |
| 15-6  | Mogliano - Calvisano  | 12-9 |
| 9-9   | Rugby Roma - Noceto   | 41-0 |

#### Classifica poule salvezza
|               |    | Squadra      | G  | V | N | P  | PF  | PS  | Pt |
| ------------- | -- | ------------ | -- | - | - | -- | --- | --- | -- |
|               | 1. | Mogliano     | 14 | 9 | 1 | 4  | 214 | 163 | 19 |
|               | 2. | Brescia      | 14 | 8 | 2 | 4  | 306 | 186 | 18 |
|               | 3. | Rugby Milano | 14 | 9 | 0 | 5  | 212 | 139 | 18 |
|               | 4. | Rugby Roma   | 14 | 8 | 1 | 5  | 337 | 166 | 17 |
| Retrocessione | 5. | Calvisano    | 14 | 8 | 0 | 6  | 205 | 144 | 16 |
| Retrocessione | 6. | Frascati     | 14 | 5 | 2 | 7  | 171 | 228 | 12 |
| Retrocessione | 7. | Noceto       | 14 | 2 | 2 | 10 | 184 | 343 | 6  |
| Retrocessione | 8. | CUS Firenze  | 14 | 3 | 0 | 11 | 97  | 367 | 6  |

### Poule scudetto
|      | 1ª/8ª giornata           |      |
| ---- | ------------------------ | ---- |
| 6-10 | Amatori Catania - Rovigo | 8-24 |
| 14-6 | Benetton Treviso - Parma | 4-18 |
| 46-4 | Petrarca - Lyons         | 24-7 |
| 27-9 | L'Aquila - San Donà      | 14-0 |
|      |                          |      |

|       | 4ª/11ª giornata             |       |
| ----- | --------------------------- | ----- |
| 39-0  | Petrarca - Amatori Catania  | 6-3   |
| 24-9  | Parma - San Donà            | 13-34 |
| 32-10 | Rovigo - Lyons              | 18-3  |
| 20-21 | L'Aquila - Benetton Treviso | 10-16 |
|       |                             |       |

|       | 7ª/14ª giornata             |       |
| ----- | --------------------------- | ----- |
| 13-12 | Benetton Treviso - Petrarca | 9-13  |
| 6-17  | Lyons - Parma               | 10-40 |
| 23-3  | Rovigo - San Donà           | 16-35 |
| 44-0  | L'Aquila - Amatori Catania  | 22-4  |

|       | 2ª/9ª giornata             |       |
| ----- | -------------------------- | ----- |
| 24-10 | San Donà - Amatori Catania | 13-19 |
| 6-48  | Lyons - Benetton Treviso   | 6-76  |
| 6-17  | Parma - Petrarca           | 21-37 |
| 13-10 | Rovigo - L'Aquila          | 12-3  |
|       |                            |       |

|       | 5ª/12ª giornata           |       |
| ----- | ------------------------- | ----- |
| 16-6  | Benetton Treviso - Rovigo | 24-13 |
| 12-29 | San Donà - Petrarca       | 21-24 |
| 15-23 | Lyons - Amatori Catania   | 8-32  |
| 14-19 | L'Aquila - Parma          | 10-9  |

|       | 3ª/10ª giornata             |       |
| ----- | --------------------------- | ----- |
| 7-3   | Amatori Catania - Parma     | 4-16  |
| 10-6  | Benetton Treviso - San Donà | 18-24 |
| 13-10 | Petrarca - Rovigo           | 26-6  |
| 6-20  | Lyons - L'Aquila            | 0-25  |
|       |                             |       |

|       | 6ª/13ª giornata                    |      |
| ----- | ---------------------------------- | ---- |
| 10-40 | Amatori Catania - Benetton Treviso | 6-29 |
| 27-4  | San Donà - Lyons                   | 19-8 |
| 22-6  | Petrarca - L'Aquila                | 12-6 |
| 16-21 | Parma - Rovigo                     | 12-6 |

#### Classifica poule scudetto
|  |    | Squadra         | G  | V  | N | P  | PF  | PS  | Pt |
|  | -- | --------------- | -- | -- | - | -- | --- | --- | -- |
|  | 1. | Petrarca        | 14 | 13 | 0 | 1  | 330 | 124 | 26 |
|  | 2. | Benetton        | 14 | 11 | 0 | 3  | 351 | 159 | 22 |
|  | 3. | Rovigo          | 14 | 8  | 0 | 6  | 210 | 185 | 16 |
|  | 4. | L’Aquila        | 14 | 7  | 0 | 7  | 231 | 143 | 14 |
|  | 5. | Parma           | 14 | 7  | 0 | 7  | 220 | 190 | 14 |
|  | 6. | San Donà        | 14 | 6  | 0 | 8  | 229 | 239 | 12 |
|  | 7. | Amatori Catania | 14 | 4  | 0 | 10 | 132 | 294 | 8  |
|  | 8. | Lyons           | 14 | 0  | 0 | 14 | 93  | 447 | 0  |

## Verdetti
- Petrarca: campione d'Italia
- Calvisano, Frascati, Noceto, CUS Firenze : retrocesse in serie B